# Parañaque
Parañaque è una città componente delle Filippine, ubicata nella Regione Capitale Nazionale.
Parañaque è formata da 16 baranggay:
- B. F. Homes
- Baclaran
- Don Bosco
- Don Galo
- La Huerta
- Marcelo Green Village
- Merville
- Moonwalk
- San Antonio
- San Dionisio
- San Isidro
- San Martin De Porres
- Santo Niño
- Sun Valley
- Tambo
- Vitalez